# Дросси, Андрей Дмитриевич
Андрей Дмитриевич Дросси (1860, Таганрог — 20 апреля 1918, Таганрог) — российский офицер, гимназический товарищ Антона Чехова.

## Биография
Родился в семье крупного таганрогского хлебного коммерсанта Дмитрия Андреевича Дросси. С 1869 года учился в Таганрогской классической мужской гимназии в одном классе вместе с Антоном Чеховым, где они и подружились.
По окончании гимназии Андрей Дросси поступил в кавалерийскую школу, стал корнетом. Кавалерийский офицер (ротмистр). Выйдя в отставку, преподавал гимнастику в Таганрогском коммерческом училище и заведовал там библиотекой.
Являлся командиром городской вольной пожарной дружины, в 1911 году стал председателем «Таганрогского вольнопожарного общества».
Во время Первой мировой войны воевал на австрийском фронте в чине полковника, был контужен, вернулся в Таганрог инвалидом.
Автор воспоминаний о гимназических годах Антона Чехова.
Умер 20 апреля 1918 года в возрасте 57 лет от рака легких.